# Акт про злочини проти особи (1828)
Акт про злочини проти особистості, 1828 (англ. Offences against the Person Act 1828) - акт об'єднаного парламенту Сполученого королівства Великобританії та Ірландії, прийнятий в 1828. У законі об'єднані різні положення щодо злочинів проти особи, які були винесені в єдиний документ з низки попередніх законів з метою спрощення законодавства. Крім іншого, цей акт скасовував розділ XXVI Великої хартії вольностей, що стало першим випадком скасування частини Хартії.
Положення прийнятого в 1828 акта про злочини проти особи стосуються лише Англії та Уельсу. В Ірландії аналогічний правовий акт прийнятий через рік.
У 1861 акт скасовано і замінено на однойменний Акт про злочини проти особи 1861.